# Corseul
Corseul é uma comuna francesa na região administrativa da Bretanha, no departamento Côtes-d'Armor. Estende-se por uma área de 41,4 km². Em 2010 a comuna tinha 2 238 habitantes (densidade: 54,1 hab./km²).